# Jadwiga Maria pomorska
Jadwiga Maria (ur. 19 marca 1579 w Wołogoszczy, zm. 16 kwietnia 1606 w Loitz) – księżniczka wołogoska, córka Ernesta Ludwika z dynastii Gryfitów.
Była najstarszym dzieckiem księcia wołogoskiego Ernesta Ludwika i Zofii Jadwigi, księżniczki brunszwickiej. Ochrzczona została 5 kwietnia tegoż roku, a 15 marca 1604 zaręczono ją z Janem Adolfem, późniejszym, pierwszym księciem szlezwicko-holsztyńskim na Sonderburg-Norburgu. Nie doszło jednak do małżeństwa, ponieważ Jadwiga Maria podczas pogrzebu Bogusława XIII przeziębiła się, w następstwie czego (po przewiezieniu do Loitz) zmarła 16 kwietnia 1606. Pochowano ją koło ojca w kościele pod wezwaniem św. Piotra w Wołogoszczy w dwanaście dni później – 28 kwietnia 1606.

## Genealogia
| Filip I wołogoski ur. 14/15 VII 1515 zm. 14 II 1560 | Filip I wołogoski ur. 14/15 VII 1515 zm. 14 II 1560 |                                            |                                            | Maria saska ur. 15 XII 1516 zm. w okr. 5–7 I 1583 | Maria saska ur. 15 XII 1516 zm. w okr. 5–7 I 1583 |  |  | Juliusz ur. 29 VI 1528 zm. 3 V 1589 | Juliusz ur. 29 VI 1528 zm. 3 V 1589 |                                            |                                            | Jadwiga ur. ? zm. 1602 | Jadwiga ur. ? zm. 1602 |
|                                                     |                                                     |                                            |                                            |                                                   |                                                   |  |  |                                     |                                     |                                            |                                            |                        |                        |
|                                                     |                                                     |                                            |                                            |                                                   |                                                   |  |  |                                     |                                     |                                            |                                            |                        |                        |
|                                                     |                                                     | Ernest Ludwik ur. 1 XI 1545 zm. 17 VI 1592 | Ernest Ludwik ur. 1 XI 1545 zm. 17 VI 1592 |                                                   |                                                   |  |  |                                     |                                     | Zofia Jadwiga ur. 1 XII 1561 zm. 30 I 1631 | Zofia Jadwiga ur. 1 XII 1561 zm. 30 I 1631 |                        |                        |
|                                                     |                                                     |                                            |                                            |                                                   |                                                   |  |  |                                     |                                     |                                            |                                            |                        |                        |
|                                                     |                                                     |                                            |                                            |                                                   |                                                   |  |  |                                     |                                     |                                            |                                            |                        |                        |
|                                                     |                                                     |                                            |                                            |                                                   |                                                   |  |  |                                     |                                     |                                            |                                            |                        |                        |

|  |  |  |  | Jadwiga Maria (ur. 19 III 1579, zm. 16 IV 1606) |